# Zdob și Zdub

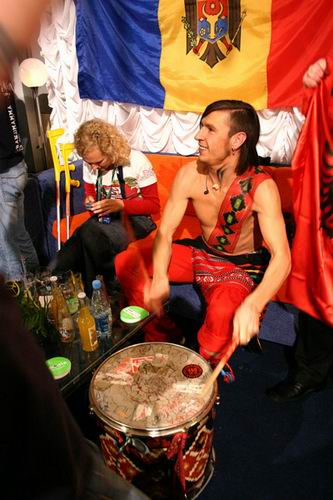
Vocalistul Roman Iagupov la Eurovision 2005 în Kiev

Zdob și Zdub este o formație de folk punk din Republica Moldova.
Înființată în 1994 de un grup de amici din orașul Strășeni, Republica Moldova, Zdob și Zdub combină mai multe stiluri muzicale.
Zdob și Zdub a reprezentat de trei ori Republica Moldova la concursul muzical Eurovision.
De-a lungul timpului Zdob și Zdub a cântat în deschiderea unor concerte cu formații și artiști de renume mondial, precum sunt Red Hot Chili Peppers, Emir Kusturica & No Smoking Orchestra, Biohazard, Rollins Band, Rage Against The Machine, Soulfly, The Garbage, Fun Lovin' Criminals, Linkin Park ș.a.

## Istoric
Zdob și Zdub a concertat în peste 20 țări europene. Printre festivalurile importante pot fi numite: 
- Ungaria – Sziget;
- Danemarca – Roskilde;
- Serbia – Exit;
- Franța – Sin Fronteras;
- Belgia - Esperanzah!;
- Elveția - Open Air Gampel;
- Germania - Krefelder Folkfest, Tanz&Folk Festival Rudolstadt, S.O.M.A., Eurovision Song Contest 2011;
- Republica Cehă - Rock For People, Colours Of Ostrava;
- Republica Slovacă - Aerorock, OKEY Leto Fest, Hodocvas;
- Polonia – Przystanek Woodstock;
- Ucraina – Zakhid;
- România - Fete de la Musique, Cerbul de Aur, Stufstock, Peninsula;
- Olanda – EuroSonic, Mundial;
- Rusia – Maxidrom, Nashestvie, Krilya ș.a.

Zdob și Zdub a înregistrat unele piese și a cântat live cu interpreți de folclor, artiști ca Vasile Dinu (MC Vasile, din România), Surorile Osoianu (Moldova), Trio Erdenko (Rusia) ș.a. 
Zdob și Zdub a fost invitată să participe într-o serie de proiecte, unul dintre ele fiind Linz Europe Tour 2007-2009 - un proiect cultural european care a întrunit artiști din țările dunărene. Ca rezultat au fost lansate piesa-colaborare dintre Hubert von Goisern, liderul Linz Europe Tour, și Zdob și Zdub, plus ultimul album, numit „Ethnomecanica” (Lavine/Sony Label). 
Zdob și Zdub a reprezentat Republica Moldova la concursul muzical Eurovision 2005, unde s-a clasat pe locul 6.
În octombrie 2010 trupa a lansat un album în limba rusă, numit „Beloe Vino/Krasnoe Vino” (din rusă – „Vin alb/Vin roșu”). Pe parcursul unei perioade îndelungate, cu ocazii diferite au fost înregistrate piese care, la fel, din varii motive, nu au fost lansate. Acum sunt aduse sub o copertă. Albumul conține câteva colaborări, versiunea rusească a unor piese proprii și cover-uri.
În 2011 a participat din nou la Eurovision unde a juns pe locul 12. În ianuarie 2012 Zdob și Zdub a lansat, sub egida casei de discuri germane Asphalt Tango Records, un album în limba engleză, intitulat „Basta Mafia!”. Pentru prima oară formația a colaborat cu un producător străin, Marc Elsner. Albumul a fost înregistrat atât la Chișinău, în „Cuibul Studio”, cât și în Germania, la Headroom Studio. În perioada februarie-martie 2012 trupa s-a aflat într-un turneu de promovare al noului album prin cele mai mari importante orașe din Germania, Austria, Ungaria, Elveția și Danemarca. S-a realizat și o versiune adaptată pentru publicul din România și Republica Moldova și a fost lansată de către MediaPro Music în primăvara 2013. Noua versiunea a albumului „Basta Mafia!” a fost prezentată publicului din România în cadrul unui concert desfășurat la Hard Rock Cafe București.
La 21 mai 2013, a fost prezentată și publicului din Republica Moldova versiunea dată a albumului, la Teatrul „Eugène Ionesco” din Chișinău, în cadrul unui show grandios „Moldovenii s-au născut” – titlul primului single de pe album, pentru care a fost filmat și un videoclip.
În anul 2022 Zdob și Zdub a reprezentat Republica Moldova pentru a treia oară la concursul muzical Eurovision. De data aceasta s-a clasat pe locul 7.

## Eurovision
| An   | Artist       | Cântec           | Locul (Final) | Puncte (Final) | 12 puncte (Final) | Locul (Semi-Final) | Puncte (Semi-Final) | 12 puncte (Semi-Final) |
| ---- | ------------ | ---------------- | ------------- | -------------- | ----------------- | ------------------ | ------------------- | ---------------------- |
| 2005 | Zdob și Zdub | Bunica bate doba | 6             | 148            | 2                 | 2                  | 207                 | 4                      |

- În 2005 formația Zdob și Zdub a reprezentat Republica Moldova la Eurovision unde cu ușurință au trecut semi-finala cu un număr de 207 puncte și s-au clasat pe poziția a doua care duce Moldova în finală. În semi-finală Moldova a primit 4 note de 12 de la: România, Rusia, Ucraina și Turcia.
- În finală Zdubii s-au clasat pe poziția a 6 cu 148 de puncte, primind 2 note de 12 din partea României și Ucrainei și 3 note de 10 de la Rusia, Lituania și Portugalia.

| An   | Artist       | Cântec   | Locul (Final) | Puncte (Final) | 12 puncte (Final) | Locul (Semi-Final) | Puncte (Semi-Final) | 12 puncte (Semi-Final) |
| ---- | ------------ | -------- | ------------- | -------------- | ----------------- | ------------------ | ------------------- | ---------------------- |
| 2011 | Zdob și Zdub | So Lucky | 12            | 97             | 1                 | 10                 | 54                  | 1                      |

În 2011 Zdob și Zdub a reprezentat din nou Moldova la Eurovision cu piesa „So Lucky”.
| An   | Artist       | Cântec     | Locul (Final) | Puncte (Final) | 12 puncte (Final) | Locul (Semi-Final) | Puncte (Semi-Final) | 12 puncte (Semi-Final) |
| ---- | ------------ | ---------- | ------------- | -------------- | ----------------- | ------------------ | ------------------- | ---------------------- |
| 2022 | Zdob și Zdub | Trenulețul | 7             | 253            | 2                 | 8                  | 154                 | 0                      |

11 ani mai târziu, în anul 2022,formația Zdob și Zdub s-a reîntors la Eurovision, clasându-se pe locul 7 în finală cu 253 de puncte.

## Membrii formației

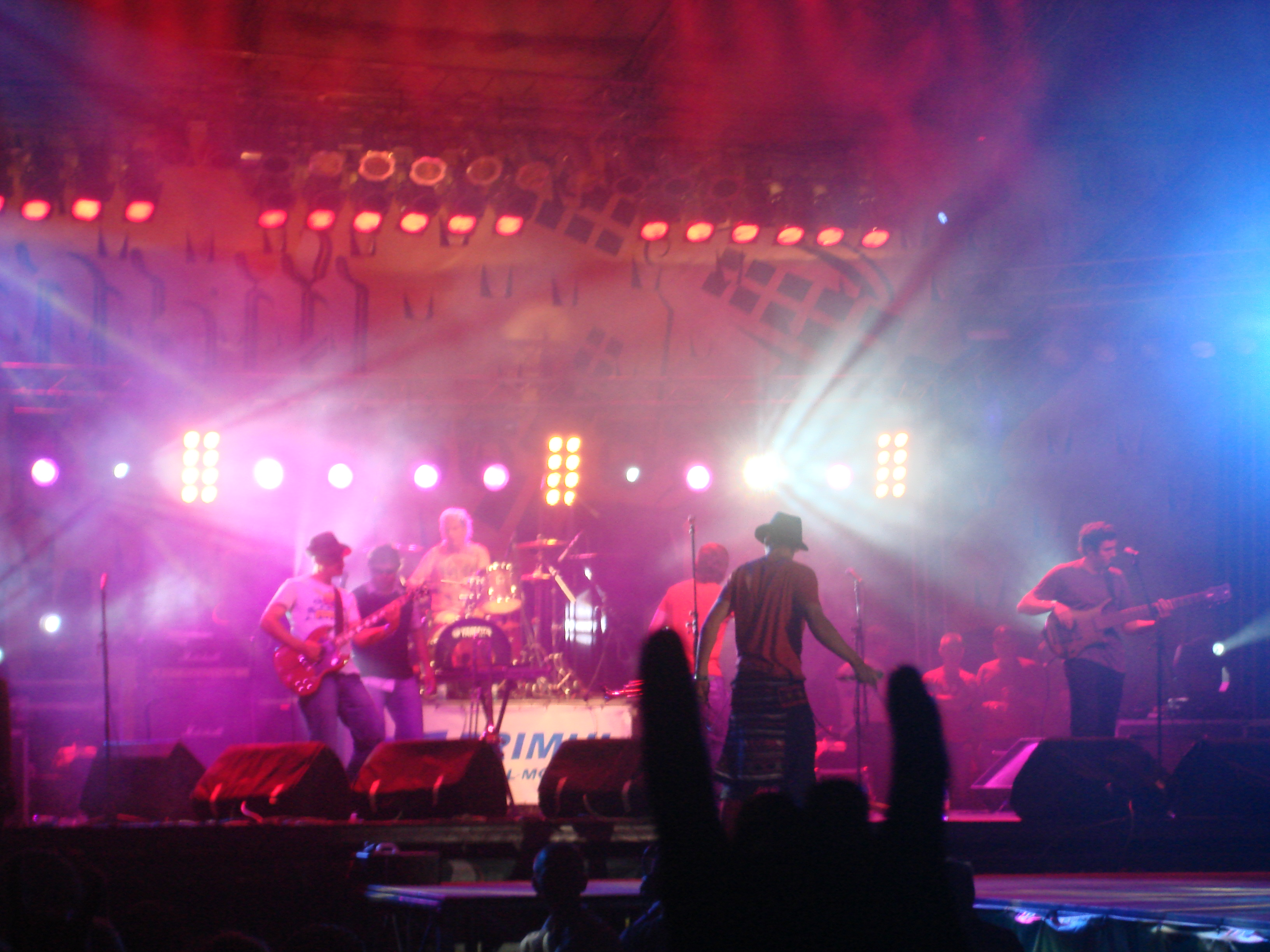
Zdob și Zdub la festivalul Starîi Melnik, 2006

### Membri actuali
- Roman Iagupov (n. 13 septembrie 1973, Volgograd, Rusia) – vocal, chitara, fluier, ocarina, turuiac, iorgafon, dramba, buhai, tartacuta, cimpoi, telinca, doba (1994 - prezent)
- Mihai Gîncu (n. 5 martie 1975, Straseni, Moldova) – chitară bas, cobza, sitar, mandolina, chitara acustica, organ, keyboards, mellotron, acordeon, pian, percutie, baterie, backing vocal (1994 - prezent)
- Sveatoslav Staruș (n. 8 noiembrie 1974, Chișinău, Moldova) - chitară (1996 - 2004, mai 2010 - prezent)
- Andrei Cebotari (n. 4 august 1975, Soroca, Moldova) – baterie (2000 - 2003, mai 2010 - prezent)
- Valeriu Mazîlu (n. 12 septembrie 1978, Chișinău, Moldova) – trompetă, fluier, cimpoi (ianuarie 2001 - prezent)
- Victor Dandeș (n. 3 aprilie 1972, Chișinău, Moldova) - trombon, vioara, acordeon, caval, fluier, telinka, melodica (2001 - prezent)

### Foști membri
- Dumitru Cuharenco (1994 - 1995) - vocal
- Serghei Cobzac (1994 – 1996) – chitară
- Serghei Pușnina (1996) - chitară
- Igor Buzurniuc (n. 23 iunie 1981, Soroca, Moldova, ianuarie – iunie 2005, februarie 2008 - mai 2010) – chitară
- Victor Coșparmac (aprilie 2002 – decembrie 2004) – chitară 2
- Vadim Bogdan (noiembrie 2005 – aprilie 2006) - chitară
- Vitalii Caceaniuc (1998 – 2000) – baterie, percuție
- Anatol Pugaci (n. 6 octombrie 1973, Chișinău, Moldova, 1994 – 1997, februarie 2004 - mai 2010) - baterie, percuție
- Pezza Butnaru (ianuarie 2004 – martie 2004) - baterie, percuție
- Vadim Eremeev (ianuarie 2003 – februarie 2004) – chitară bas
- Sergiu Vatavu (n. 28 septembrie 1967, Chișinău, Moldova, mai 2006 - februarie 2008) - chitară
- Eugen Didic (ianuarie 1999 – septembrie 2000) – trompetă
- Ion Stavilă (septembrie 2000 – decembrie 2000) – trompetă

## Albume
- 1997 - Hardcore Moldovenesc
- 1999 - Tabăra Noastră / Zdubii Bateti Tare!
- 2001 - Agroromantica
- 2003 - 450 De Oi
- 2006 - Ethnomecanica
- 2010 - Beloe Vino/Krasnoe Vino ("Vin Alb/Vin Roșu")
- 2012 - Basta Mafia !
- 2015 - 20 De Veri

## Muzică
Melodii:
- 2001 - Țiganii și OZN
- 2003 - Dj Vasile
- 2004 - Miorița
- 2005 - Bunica Bate Doba
- Zdubii Bateți tare
- Hora Cosmică
- Bună Dimineața
- 2006 - Everybody in the Casa Mare
- 2010 - Dj Василий (versiunea în rusă și ucraineană)
- 2011 - So Lucky
- 2022 - Zdob și Zdub & Frații Advahov - "Trenulețul"

## Videoclipuri muzicale
| An   | Nume                                                       |
| ---- | ---------------------------------------------------------- |
| 1997 | Hardcore Moldovenesc                                       |
| 1999 | Zdubii Bateți Tare                                         |
| 1999 | Оставила (M-ai lasat)                                      |
| 1999 | Haitura                                                    |
| 2000 | Видели ночь (cover Victor Țoi)                             |
| 2000 | НЛО и цыган (Tiganul si OZN)                               |
| 2001 | Hora Cosmica                                               |
| 2001 | Buna dimineata                                             |
| 2001 | Tractorul                                                  |
| 2002 | Draga Otee                                                 |
| 2002 | Doina Haiducului                                           |
| 2003 | DJ Vasile (DJ Василий, DJ Василь)                          |
| 2003 | Nunta Extremala                                            |
| 2003 | Cucusor                                                    |
| 2004 | Miorita                                                    |
| 2005 | Boonika Bate Doba                                          |
| 2006 | Everybody in the Casa Mare (1 versiune)                    |
| 2006 | Everybody in the Casa Mare (versiune feat. Garik Sukachev) |
| 2010 | "Spune ce gândești"                                        |
| 2011 | So Lucky                                                   |
| 2012 | Moldovenii s-au născut                                     |
| 2014 | "Om cu inimă de lemn" (2 versiuni)                         |
| 2014 | Lângă Codrii de aramă (live)                               |
| 2015 | La o margine de munte                                      |
| 2016 | Sunt hoinar, sunt lautar                                   |
| 2016 | La carciuma de la drum (cu Loredana și Skizzo Skillz)      |

- Lume
- Manea Cu Voce
- Olimpia